# スキージャンプペアシリーズの登場キャラ一覧
スキージャンプペアシリーズの登場キャラ一覧では、真島理一郎によるDVD作品『スキージャンプ・ペア』及びそれに関連したゲーム、パチンコなどに登場するキャラクターについて述べる。
- 順序に関してはゲーム『スキージャンプペア リローデッド』のセレクト場面に沿って執筆していく。

## 各国代表

### ゲーム内にてプレーヤーが最初から選択できる国
| 国名         | 選手名                                                  | 主に使用する技 |
| イギリス     | スティーブン・クエイ ティモシー・クエイ                 |                |
| オーストリア | ステファン・ゴルドベルガー アンドレアス・ホルンガッハー |                |
| フィンランド | アキ・カウリスマキ ミカ・カウリスマキ                   |                |
| 日本         | 大石一彦 原田道則                                       |                |
| アメリカ     | ジェフ・イェークリー タイラー・アーサーズ               |                |

### 大会モードを終えるごとに選択できるようになる国
| 国名           | 選手名                                                           | 主に使用する技                             |                 |                                         |  |
| フランス       | ニコラス・サロモン ジャン・ピエール・デッスム                    |                                            |                 |                                         |  |
| スペイン       | ペドロ・バンデラス アントニオ・アルモドバル                      |                                            |                 |                                         |  |
| イタリア       | フランチェスコ・チチョリーノ クリスティアン・フェラーラ          |                                            |                 |                                         |  |
| オランダ       | ペーター・V・デンホーヘンバンド アイアン・ファン・デル・メイデン |                                            |                 |                                         |  |
| ドイツ         | ステファン・ヴィドヘルツル マルティン・ホッケ                    |                                            |                 |                                         |  |
| スイス         | ヨルク・アマン ヨハン・フライホルツ                              |                                            |                 |                                         |  |
| チェコ         | ヤロスラフ・カフカ カレル・ポポルスキー                          |                                            |                 |                                         |  |
| ギリシャ       | ステリオス・ソクラテス ニコス・ヒポクラテス                      |                                            |                 |                                         |  |
| ノルウェー     | K・インゲブリキットセン ヘニング・ヨケルソイ                     |                                            |                 |                                         |  |
| ロシア         | ディミトリー・コベレフ ヴァレリー・ボギンスカヤ                  |                                            |                 |                                         |  |
| 日本Bチーム    | 力石つとる 下まもる                                              |                                            |                 |                                         |  |
| 中国           | リ・ユンフェイ ワン・シンシン                                    |                                            |                 |                                         |  |
| 南北朝鮮       | イ・ヨンジュン ペ・ビョンホン                                    | (注:パチンコ等では韓国代表という設定)      |                 |                                         |  |
| 南北朝鮮       | イ・ヨンジュン ペ・ビョンホン                                    | (注:パチンコ等では韓国代表という設定)      | ベトナム        | グエン・イェン・ケー トラン・アン・ユン |  |
| インド         | サタジット・シャマラン マハトマ・ガンダーラ                      |                                            |                 |                                         |  |
| オーストラリア | トマス・アルボーン ジョージ・アームストロング                    |                                            |                 |                                         |  |
| カナダ         | リチャード・カーン リチャード・B・ジェイムス                     | （注：カナダチームはゲーム内には登場せず） |                 |                                         |  |
| カナダ         | リチャード・カーン リチャード・B・ジェイムス                     | （注：カナダチームはゲーム内には登場せず） | アメリカBチーム | ヒロシ・エイドリアン アンディ・トーマス |  |
| メキシコ       | カルロス・ゴンザレス マーク・ロドリゲス                          |                                            |                 |                                         |  |
| ブラジル       | ホベルト・ガウショ ホナウジーニョ・シウバ                        |                                            |                 |                                         |  |
| ジャマイカ     | キング・ジャミー プリンス・タビー                                |                                            |                 |                                         |  |
| ジンバブエ     | ハミ・ガンケ クイ・シンバレイ                                    |                                            |                 |                                         |  |
| ケニア         | ニカウ・ワキウリ ダグラス・ワキウリ                              |                                            |                 |                                         |  |
| エジプト       | プトレマイオス1192世 アメンホテプ4649世                          |                                            |                 |                                         |  |